# انتیشان-دی-فرونتینیه
انتیشان-دی-فرونتینیه (به فرانسوی: Antichan-de-Frontignes) یک کمون در فرانسه است که در canton of Barbazan واقع شده‌است. انتیشان-دی-فرونتینیه ۴٫۲۷ کیلومتر مربع مساحت دارد ۶۰۰ متر بالاتر از سطح دریا واقع شده‌است.